# Detroit techno
Detroit techno – jedna z pierwszych odmian muzyki zaliczanej do grupy techno.
Narodziła się około 1988 roku i wywodzi się bezpośrednio od muzyki house. Tworzona początkowo przez twórców muzyki house, odróżniała się od pierwowzoru używaniem w znacznej mierze dźwięków syntetycznych. Dzięki swemu pierwotnemu pochodzeniu jest to muzyka dosyć łagodna o zbliżonym do house'u rytmie. Nazwa gatunku pochodzi od miasta Detroit, które uważa się za kolebkę tej muzyki. Elektroniczne, syntetyczne brzmienie gatunku powstało poprzez fascynację ludzi z Detroit muzyką takich niemieckich zespołów, jak Kraftwerk i Tangerine Dream. Prekursorami tej muzyki są Derrick May, Juan Atkins i Kevin Saunderson. Natchnieni niemieckim brzmieniem, stworzyli typowy dla przemysłowego miasta, jakim jest Detroit, styl zwany detroit techno.

## Przedstawiciele
- Adult.[3]
- Aux 88[3]
- Carl Craig[3][4]
- Damon Wild[4]
- Dopplereffekt[3]
- DJ Rolando[5]
- Drexciya[3]
- Jeff Mills[3][4]
- Juan Atkins[3][4]
- Kenny Larkin[3][4]
- Kevin Saunderson
- Mad Mike[3]
- Morgan Geist[3]
- Plastikman[3]
- Richie Hawtin[3]
- Robert Hood[3]
- Stacey Pullen[3]
- Terrence Dixon[3]
- Underground Resistance[3][4]

## Wytwórnie
- 430 West
- Acacia Records
- Axis Records
- Electrofunk
- Frictional
- KMS
- M-Plant
- Matrix Records (Detroit)
- Metroplex Records
- Moods & Grooves
- Planet E Communications
- Pure Sonik
- Red Planet
- Subject Detroit
- Submerge Recordings
- Teknotika
- Transmat